# Kinto Sol
Kinto Sol – amerykański zespół hip hopowy z miasta Milwaukee w stanie Wisconsin. Zespół powstał w miejscowości Iramuco, w stanie Guanajuato w środkowym Meksyku. Grupę tworzą trzej bracia:  DJ Payback Garcia (Javier García), El Chivo (Eduardo García) i Skribe (Manuel García). Nazwa Kinto Sol jest fonetycznym zapisem „Quinto Sol” (piąte słońce).

## Dyskografia

### Albumy
- Kinto Sol (2000)
- Del Norte Al Sur (2001)
- Hecho En México (2003)
- La Sangre Nunca Muere (2005)
- Los Hijos del Maiz (2007)
- 15 Rayos (2007)
- Carcel de Sueños (2009)
- Ultimo Suspiro (2010)
- Familia Fe y Patria (2012)
- La Tumba del Alma (2013)
- Protegiendo El Penacho (2015)
- Lo Que No Se Olvida (2016)
- Somos Once (2017)
- Lengua Universal (2018)

### Kompilacje
- Kinto Sol z raperem Jae-P — Encuentros Musicales (2007)
- The Shield: Music from the Streets (2005) (piosenka: „No Muerdas la Mano”)